# Лакпошт
Лакпошт (перс. لكپشت) — село в Ірані, у дегестані Отаквар, у бахші Отаквар, шагрестані Лянґаруд остану Ґілян. За даними перепису 2006 року, його населення становило 48 осіб, що проживали у складі 15 сімей.